# Beskiocephala flava
Beskiocephala flava là một loài ruồi trong họ Tachinidae.